# دانبرووا خومینگسکا
دانبرووا خومینگسکا (به لهستانی:  Dąbrowa Chełmińska) یک روستا در لهستان است که در گمینا دانبرووا خومینگسکا واقع شده‌است. دانبرووا خومینگسکا ۱٬۴۰۰ نفر جمعیت دارد.